# Carolina Pini
Carolina Pini (nascuda el 13 de juny de 1988 a Florència, Itàlia) és una jugadora italiana de futbol que juga com a migcampista a l'ASDCF Bardolino i a la selecció femenina d'Itàlia.
Pini va començar a jugar fútbol de petita. El seu primer equip va ser el Floriagafir (juntament amb nois). Quan tenia 12 anys, va anar al ACF Firenze, on va jugar dos anys. Llavors va jugar a l'Agliana durant quatre anys. Durant l'any 2007 va anar a l'equip de dones de l'equip alemany Bayern Múnic. Després de jugar quatre anys a la Frauen-Bundesliga, el 2011 va retornar a la Sèrie A, signant pel ASDCF Bardolino.
Pini va jugar en l'equip nacional italià juvenil "sub19" (primer partit el gener de 2005 contra Portugal). Des de 2006 ha estat jugant per l'equip nacional italià: el seu primer partit, una victòria italiana per 7-0 en contra Sèrbia i Montenegro.